# Dan Olweus
Dan Olweus, né le 18 avril 1931 à Kalmar (Suède) et mort le 20 septembre 2020 à Bærum (Norvège), est un psychologue suédo-norvégien consacré au domaine du harcèlement scolaire.

## Biographie
Dan Olweus est né en 1931 à Kalmar en Suède. Il était professeur de psychologie à l'Université de Bergen en Norvège. Il propose en 1981 en Norvège de faire voter une loi contre le "school-bullying", mais c'est en Suède qu'une disposition est ratifiée par le parlement en 1994. Il met en œuvre un programme de prévention à Bergen afin de diminuer les phénomènes de harcèlement.

## Publications
- Prediction of aggression : on the basis of a projective test, 1969
- Violences entre les élèves, harcèlement et brutalités : les faits, les solutions, 1999
- Gewalt in der Schule : was Lehrer und Eltern wissen sollten : und tun können, 2011
- Bullying at School : What We Know and What We Can Do, 2013